# Priključak (softver)
Priključak (eng. plug-in) je vrsta softverskog dodatka koji ima vlastite knjižnice na raspolaganju, koje nisu dijelom softvera u koji se integriraju. Softver može pomoću tih priključaka i time uporabe vanjskih knjižnica pružiti nove funkcije koje nisu bile dijelom jezgre početnog softvera (primjerice, internetski preglednik za pdf, QuickTime, razne trake sa zadaćama, blokator iskočnih (pop-up) prozora i tako dalje).
Pojam valja razlikovati od dodatka koji se smatra širim pojmom, a koji obuhvaća priključke, proširenja, teme i t.zv. snap-in-ove za softverske aplikacije.